# Cassie Mitchell
Cassie Mitchell (nacida el 8 de junio de 1981) es una ingeniera estadounidense y una deportista paralímpica en ciclismo y atletismo.

## Vida personal
Mitchell nació en Muskogee, Oklahoma, y se graduó de la escuela secundaria en Warner en 1999 como la mejor de su clase; poco después, desarrolló una neuromielitis óptica, que la dejó paralizada desde el pecho hacia abajo con un movimiento limitado de sus brazos y manos y con una visión doble permanente. En 2004, se graduó de la Universidad Estatal de Oklahoma con una licenciatura en ingeniería química. Más tarde obtuvo un doctorado en ingeniería biomédica en las universidades Emory y Georgia Tech. Actualmente, es profesora de investigación en el Departamento de Ingeniería Biomédica de Wallace H. Coulter en ambas universidades.

## Carrera paralímpica
Mitchell ganó una medalla de plata en los Campeonatos Mundiales IPC 2011 y el mismo año ganó cinco medallas de oro en los Campeonatos Mundiales de Paraciclismo de la UCI y en los Campeonatos Nacionales de Paraciclismo. En 2010, ganó los Campeonatos Nacionales de Paraciclismo para el criterio H1. Tiene los récords americanos y mundiales en múltiples eventos de atletismo y medalla en lanzamiento de disco y lanzamiento de mazas en los Juegos Paralímpicos de Río de Janeiro 2016. Ocupó el cuarto lugar en los 100 m, 200 m y lanzamiento de disco en los Juegos Paralímpicos de 2012.
|  |
|  |

|  |
|  |